# Martin Jakš
Martin Jakš, född den 6 september 1986 i Plzeň i dåvarande Tjeckoslovakien, är en tjeckisk längdåkare som tävlat i världscupen sedan 2005.
Jakš deltog vid VM 2009 i Liberec där han blev 22:a på 15 km klassiskt. Han ingick även i teamsprinten där laget blev tolva och i den längre stafetten där laget blev elva. 
Vid Olympiska vinterspelen 2010 blev han 29:a på 15 km fritt och 27:a i dubbeljakten. Han körde första sträckan i det tjeckiska stafettlaget på 4 x 10 km. Laget som i övrigt bestod av Lukáš Bauer, Jiří Magál och Martin Koukal slutade trea bakom Sverige och Norge. 